# مرد آهنی (فیلم ۱۹۳۱)
مرد آهنی (انگلیسی: Iron Man) فیلمی در ژانر درام به کارگردانی تاد براونینگ است که در سال ۱۹۳۱ منتشر شد. از بازیگران آن می‌توان به لو آیرس، جین هارلو، رابرت آرمسترانگ، ادوارد دیلان و ند اسپارکس اشاره کرد.